# سوني إكسبيريا إم 2 أكوا
سوني إكسبيريا إم 2 أكوا، (بالإنجليزية: Sony Xperia M2 Aqua)‏ هو هاتف ذكي يعمل بنظام أندرويد، أنتجته شركة سوني موبايل كوميونيكيشنز في شهر سبتمبر من العام 2014.

## المواصفات

### الشاشة
قياس شاشة الهاتف هو 4.8 بوصة، مع تقنية اللمس المتعدد ودقة العرض فيها 960×540 بكسل، وكثافة الشاشة تساوي 229 PPI (بكسل في البوصة الواحدة)، أما تقنية العرض فهي IPS LCD. ومن تقنيات الشاشة أجهزة قياس التسارع والإضاءة والبعد.

### نظام التشغيل والمعالجة والذاكرة
نظام تشغيله هو أندرويد من الإصدار 4.4، ويخطط لتحديثه إلى الإصدار 5.1. أما المعالج فمن نوع كوالكوم بسرعة 1.2 جيجاهرتز رباعي النوى، ومعالج الرسوميات هو أدرينو 305. الذاكرة الداخلية للجهاز بسعة 8 جيجابايت، أما ذاكرة الرام فهي بسعة 1 جيجابايت، ويمكن للجهاز استقبال ذاكرة خارجية بسعة 32 جيجابايت.

### الكاميرا
الكاميرا الخلفية للجهاز بدقة 8 ميجابكسل، مع تقنية التركيز الآلي وفلاش LED ودقة تصويرها 1080×1920 بكسل (Full HD)، أما الكاميرا الأمامية فبدقة 1.1 ميجابكسل، ودقة تصويرها 480 بكسل. ميزات للكاميرا: التركيز باللمس وتحديد الوجه والابتسامة، وضبط الآيزو.

### الصوتيات
نظام الوسائط المتعددة في الجهاز هو Android media player، ويمكنه تشغيل ملفات بصيغ: OGG، وإم بي 3، وMP4، وWAV. ويمكن للجهاز تسجيل الأصوات.

### الإنترنت
متصفح الإنترنت في الهاتف هو Android Browser، ويحمل تقنية واي-فاي، مع تقنية الواي فاي ثنائي الحزمة، ومن تقنيات التراسل: POP3، وMMS.

### الاتصال
جيل الاتصالات في الجهاز هو الجيل الرابع، ويمكنه الاتصال هاتفيا بطريقة الفيديو، أما البلوتوث فمن الإصدار الرابع، واليو إس بي من الإصدار الثاني.

### جسم الجهاز
كتلة الجهاز 149 غرام، وأبعاده: 8.6 مليمتر سمكا، و72 مليمترا عرضا، و140 مليمترا طولا، وهو قادر على العمل تحت الماء أو الغبار حتى عمق متر ونصف ولمدة 30 دقيقة، ومغلف بطبقة مقاومة للخدش.

### باقي المواصفات
بطارية الهاتف غير قابلة للنزع وبسعة 2300 ملي أمبير، يمكن للجهاز تشغيل راديو إف إم، ومدخل سماعة الرأس بقطر 3.5 مليمتر.